# Неговановці
Негова́новці (болг. Неговановци) — село у Видинській області Болгарії. Входить до складу общини Ново-Село.

## Населення
За даними перепису населення 2011 року у селі проживали 598 осіб.
Національний склад населення села:
| Національність   | Кількість осіб | Відсоток |
| ---------------- | -------------- | -------- |
| болгари          | 578            | 98,6%    |
| турки            | 0              | 0%       |
| інша             | 7              | 1,2%     |
| Всього відповіли | 586            |          |

Розподіл населення за віком у 2011 році:
Динаміка населення: